# Clinonana impensa
Clinonana impensa är en insektsart som beskrevs av Kramer 1966. Clinonana impensa ingår i släktet Clinonana och familjen dvärgstritar. Inga underarter finns listade i Catalogue of Life.